# Els morts del llac Constança: El segon rostre
Els morts del llac Constança: El segon rostre (títol original en alemany, Die Toten vom Bodensee – Das zweite Gesicht) és un telefilm germanoaustríac d'ORF i ZDF del 2022 dirigit per Christian Theede. És la catorzena entrega de la sèrie de ficció criminal Els morts del llac Constança. La pel·lícula es va projectar per primera vegada a ORF el 9 de gener de 2022 i a ZDF, l'endemà. S'ha doblat al català per a TV3, que va emetre'l per primer cop l'1 de setembre de 2024.

## Sinopsi
Visiblement alterada, la jove Lisa Schwegelin apareix a comissaria per informar d'un homicidi durant la tradicional dansa dels esperits de Bregenz. Pot descriure la víctima amb tot detall, per bé que l'espectacle encara no ha tingut lloc, ni tampoc hi ha notícia de cap mort per ferida d'arma blanca. En Micha Oberländer considera que el relat de la noia es deu simplement a un malson, mentre que la seva companya, Hannah Zeiler, vol arribar al fons de la història. Poques hores després, en Hubert Droste, l'home que apareixia a la visió de la Lisa, mor apunyalat, tal com ella ho havia descrit prèviament. Quan, novament, la Lisa informa d'una altra visió, salten totes les alarmes. Però els comissaris arriben tard.

## Producció

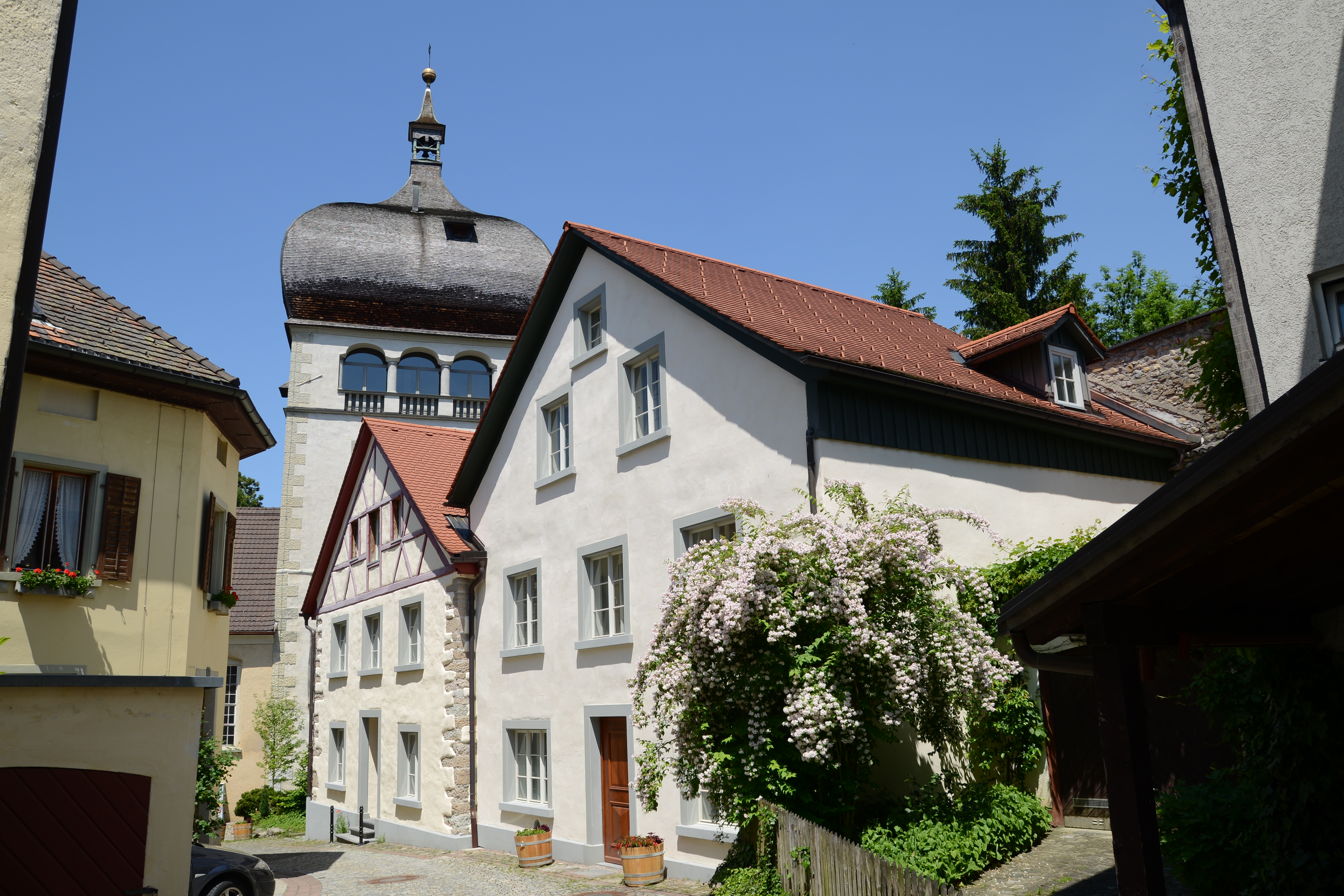
El lloc de rodatge del festival va tenir lloc la ciutat de Bregenz.

El rodatge va tenir lloc juntament amb el 15è episodi del 13 d'abril de 2021 al 17 de juny del mateix any al llac de Constança i els seus voltants.
La històrica ciutat de Bregenz va servir de lloc de rodatge per a la dansa dels esperits del film. La granja on viuen Lisa Schweglin i el seu germà es troba a Doren, a la regió austríaca de Bregenzerwald.
La pel·lícula va ser produïda per Graf Filmproduktion GmbH i Rowboat Film- und Fernsehenproduktion, amb la participació de l'ens austríac Österreichischer Rundfunk i el canal alemany ZDF. La producció va comptar amb el suport de Fernsehfonds Austria i l'estat de Vorarlberg.
La fotografia va ser dirigida per Lukas Gnaiger. Hjalti Bager-Jonathansson va ser el responsable del so; Christine Egger, de la direcció artística; Heike Werner, del disseny de vestuari, i Birgit Beranek i Tinka Katherina Brand, del maquillatge. L'alcalde de Bregenz, Michael Ritsch, va interpretar un paper addicional com a convidat del Café Köhler.